# Jules Mitton
Pour les articles homonymes, voir Mitton.
Jules Ernest Mitton est un homme politique français né le 25 novembre 1870 à Saint-Firmin-des-Bois (Loiret) et mort le 29 novembre 1955 à Courtalain (Eure-et-Loir).

## Biographie
Vétérinaire, Jules Mitton est maire de Courtalain et conseiller général d'Eure-et-Loir. Il devient chevalier de la Légion d'honneur en 1925.

Élu député radical lors d'une élection partielle en 1929, il est réélu jusqu'en 1940. Le 10 juillet 1940, il vote les pleins pouvoirs constituants demandés par le maréchal Pétain.

## Sources
- « Jules Mitton », dans le Dictionnaire des parlementaires français (1889-1940), sous la direction de Jean Jolly, PUF, 1960 [détail de l’édition]